# 波川駅
波川駅（はかわえき）は、高知県吾川郡いの町波川にある、四国旅客鉄道（JR四国）土讃線の駅である。駅番号はK08。

## 歴史
- 1964年（昭和39年）10月1日：日本国有鉄道の駅として開業[2][3]。無人駅[4]。
- 1987年（昭和62年）4月1日：国鉄分割民営化により、JR四国の駅となる[2]。

## 駅構造

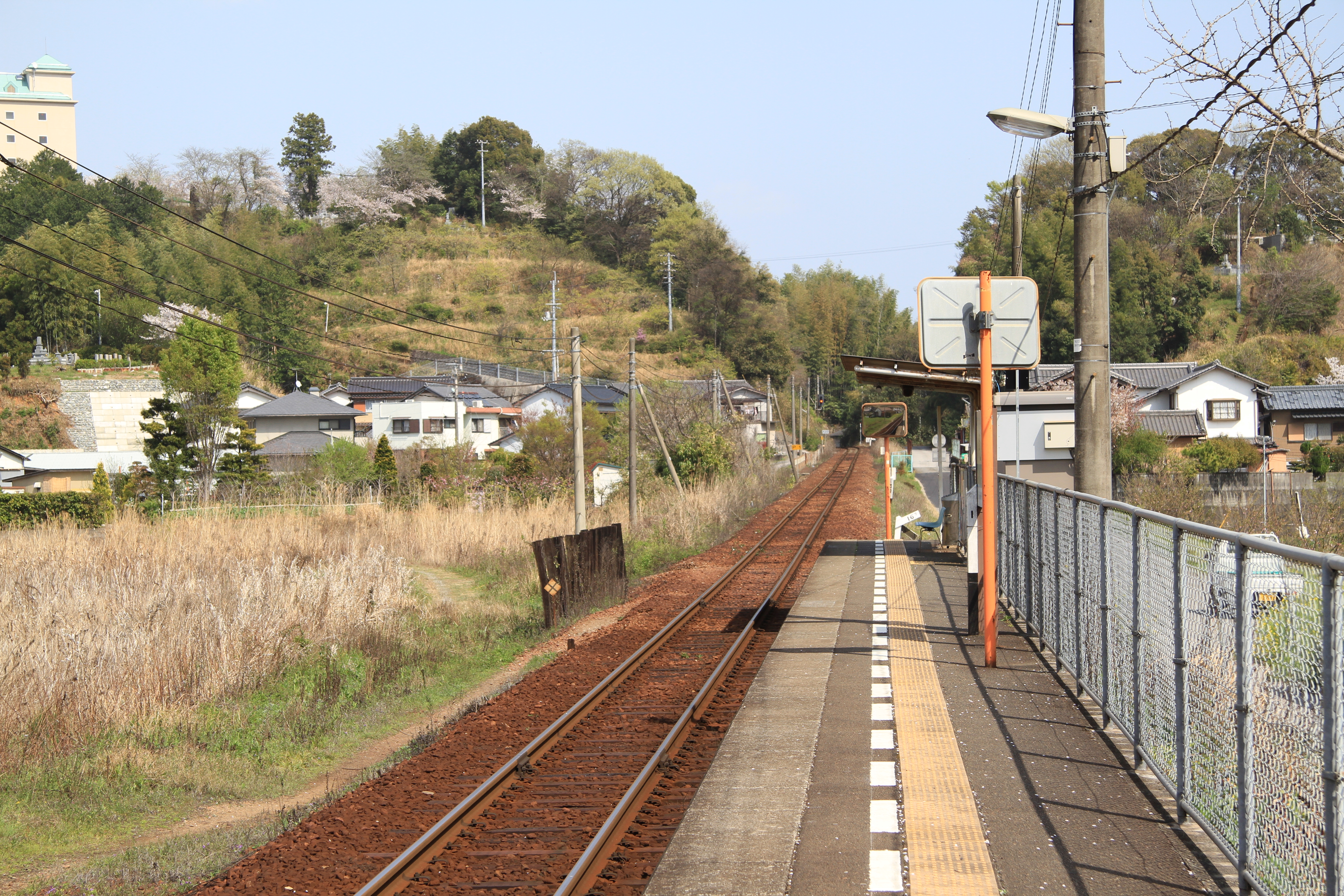
ホーム（2011年4月）

単式1面1線の無人駅。簡易なホームと短い上屋のみの駅である。

## 駅周辺
- いの町立川内小学校
- 玄蕃城址 - 波川玄蕃頭の居城であった。
- 亀の井ホテル 高知（旧：かんぽの宿 伊野）
- 国道33号（高知西バイパス）

## 隣の駅
四国旅客鉄道（JR四国）
■土讃線
■普通
伊野駅 (K07) - 波川駅 (K08) - 小村神社前駅 (K08-1)